# Кетлін Бабіно Бланко
Кетлін Бабіно Бланко (англ. Kathleen Blanco; 15 грудня 1942 — 18 серпня 2019) — американський політик, член Демократичної партії.
У 2004—2008 роках була губернатором штату Луїзіана. Вона була першою жінкою, обраною на цю посаду. Під час її перебування на посаді Луїзіана постраждала від урагану Катрін.
Раніше, у 1996—2004 роках, вона була заступником губернатора Луїзіани.